# المسيحية في محافظة المنيا
المسيحية هي دين جزء كبير من السكان في محافظة المنيا في مصر. شكل الأقباط 19.4٪ من السكان في عام 1914  وحتى اليوم يشكلون الأغلبية في بعض أجزاء المحافظة، حيث يمثل الأقباط حاليًا حوالي 5٪ من منطقة حكومة المنيا. توجد أبرشية المنيا للكنيسة القبطية الكاثوليكية، وهي جزء من الكنيسة الرومانية الكاثوليكية. أنطونيوس نجيب، بطريرك الإسكندرية للأقباط، ولد في سلاموت عام 1935. تضم المنطقة أيضًا عددًا كبيرًا جدًا من السكان البروتستانت.

## العلاقات القبطية الإسلامية
بعد العيش بسلام لقرون في ظل الحكومات الإسلامية المتكررة، وبعد العديد من التأثيرات المشبوهة على كل من المسلمين والأقباط، تظاهر أكثر من 10000 قبطي في يناير 2011، مطالبين المحافظ أحمد ضياء الدين بالتنحي لأنه يريد هدم مركز رعاية المعاقين في قرية دير البرشا، لكونه غير صالح للسكنى. وفي قرية بني أحمد، دمر سلفيون مزعومون كنيسة قبطية. اندلعت اشتباكات بين الأقباط والمسلمين. تعرض دير أبو فانا (الذي كان يُدار كحكومة منفصلة) في محافظة المنيا للهجوم في عام 2008 من قبل البدو من القرى المجاورة.